# Saint-Pierre-du-Val
Saint-Pierre-du-Val är en kommun i departementet Eure i regionen Normandie i norra Frankrike. Kommunen ligger i kantonen Beuzeville som tillhör arrondissementet Bernay. År 2022 hade Saint-Pierre-du-Val 589 invånare.

## Befolkningsutveckling
Antalet invånare i kommunen Saint-Pierre-du-Val
Referens:INSEE